# Свети Роко (Пловдив)
„Свети Роко“ е християнска църква в Пловдив, България, част от Софийско-пловдивската епархия на Римокатолическата църква. Църквата е в енорията „Свети Лудвиг“ в Пловдив и е обявена за епархийско светилище.

## История на общността
Още в навечерието на Освобождението епископ Андреа Канова помага финансово на католиците от Пловдивско да закупуват имоти от изселващите се турци от село Коматево. С формиране на католишкия чифлик, обхващащ земи в землището на селото и съседното село Алханово, в чифлика идват да работят цели фамилии от католическите села Балтаждии и Калъчлии (днес квартали на гр. Раковски). Така започва да се формира неголяма католическа общност в селото.
След назначаването на свещ. Петър Изамски за помощник–енорист в пловдивската катедрала „Свети Лудвиг“, той също се грижи за вярващите от Коматево.
От месец юли 1996 година, паралелно със служението си в храма „Св. Дух“ в кв. „Тракия“ свещ. Петър Кьосов почти 5 години служи и в светилището „Св. Роко“.

## История на храма
Храмът е изграден през 1863 г. със султански ферман от 1858 г. Kатолическият храм е посветен на Св. Роко.
През 1975 г. след основен ремонт на храма, ръководен от ректор му свещ. Петър Изамски на фасадата са изписани годината на постояването на храма - 1863 и годината на ремонта - 1975.
В храм се съхраняват мощи на Свети Роко. Църквата е обявена за епархийско светилище.
В двора на храма се намира манастир на милосърдните сестри на свети Винкенти от Паула.
Храмов празник – 16 август.